# 张增德
张增德（？—？），艺名铁板张，男，汉族，今天津市宝坻区潮阳街道甘泉村人，乐亭调大鼓演员，活跃于清末民初的冀东地区，在京东一带颇有影响，因其腿瘸，故有外号张瘸老，独创了京东大鼓里的“十三咳”唱腔。